# Yoshiko Gotō
Yoshiko Gotō, ook Yoshiko Gotoh (Japans: 後藤芳子, Gotō Yoshiko, Tokio, 1933) is een Japanse jazzzangeres.

## Biografie
Yoshiko Gotō begon haar loopbaan in de jaren 50. In 1952 werkte ze met Eiji Kitamura en Kiyoshi Yamaya. In 1964 trad ze in Japan op met Amerikaanse dixieland-musici. In 1965 werd ze genoemd in Down Beat. In 1967 toerde ze voor de eerste keer in Amerika. Rond 1970 nam ze voor Denon Records haar debuutalbum This Girl’s (in Love with You) op, waarop ze begeleid werd door Masahiko Satoh, Kiyoshi Sugimoto, Yasuo Arakawa en Akira Ishikawa. Van 1970 tot 1972 woonde ze in Amerika, in die tijd nam ze een plaat op, Yoshiko Meets Ray Brown –  I’m Glad There Is You.
Vanaf het midden van de jaren 70 kwam ze met een reeks soloalbums, zoals Gentle Rain (Columbia, 1975), A Touch Of Love (Three Blind Mice, 1975, met Kunimitsu Inaba en Sadanori Nakamure), Day Dream (TBM, 1975, met Yoshio Otomo, Junichiro Ohkuchi, Takashi Mizuhashi, Hideo Sekine) en Because (Trio, 1981, met Masahiko Satoh, Nobuyoshi Ino, Masahiko Togashi). In 1975 werkte ze met Martha Miyake (begeleid door Shigeo Suzuki, Toshihiko Ogawa, Masanaga Harada en Donald Bailey). Haar repertoire bestond uit pophits uit die tijd, zoals "Bridge over Troubled Water", "You've Made Me So Very Happy" en "Raindrops Keep Fallin' on My Head", alsook jazzstandards als "Almost Like Being in Love", "When Your Lover Has Gone" en "What Are You Doing the Rest of Your Life?". Met pianist George Gaffney maakte ze in 2000 de plaat A Beautiful Friendship. Volgens discograaf Tom Lord was ze in de jazz tussen 1970 en 2000 betrokken bij zes opnamesessies.